# Gryllotalpidae
Los grillotálpidos (Gryllotalpidae) o grillos topos son una familia de ortópteros. Esta familia incluye 11 géneros y más de 100 especies descritas. El nombre científico deriva del latín 'gryllus' que significa grillo.
Los grillos topo tienen tres etapas de vida: huevos, ninfas y adultos. La mayor parte de su vida en estas etapas transcurre bajo tierra, pero los adultos tienen alas y se dispersan en la época de reproducción. Su dieta varía: algunas especies son herbívoras y se alimentan principalmente de raíces; otras son omnívoras e incluyen gusanos y larvas en su dieta; y unas pocas son principalmente depredadoras. Los grillos topo macho tienen un canto excepcionalmente fuerte; cantan desde una madriguera que se abre al aire en forma de cuerno exponencial. El canto es un tono casi puro, modulado en chirridos. Sirve para atraer a las hembras, ya sea para aparearse o para indicarles hábitats favorables para poner sus huevos.

## Descripción
Insectos grandes y medianos, con un cuerpo alargado, cubiertos de pelos gruesos y delgados. Los representantes de la familia alcanzan una longitud de 5-8 cm, llevan un estilo de vida subterráneo, viven en los visones excavados por ellos. Son muy diferentes de otros grillos (Grylloidea) con un pronoto muy desarrollado y grande, antenas relativamente cortas, que solo se extienden ligeramente más allá del margen posterior del pronoto, y patas delanteras fuertemente modificadas adaptadas para cavar y moverse en el suelo. La coloración del cuerpo y el abdomen en la parte superior suele ser de color marrón oscuro, brillante hacia la parte inferior, del mismo color y extremidades. Abdomen en la parte inferior de color marrón-amarillo, visualmente parece sedoso debido a la presencia de una cubierta densa de pequeños pelos dorados. La cabeza y el tórax son de color marrón oscuro.

## Comportamiento
Los adultos de la mayoría de las especies de grillos topo pueden volar poderosamente, si no con agilidad, pero los machos lo hacen con poca frecuencia. Las hembras suelen volar poco después de la puesta del sol y se sienten atraídas por las áreas donde los machos llaman, lo que hacen durante aproximadamente una hora después de la puesta del sol. Esto puede ser para aparearse o puede estar influenciado por la idoneidad del hábitat para la puesta de huevos, como lo demuestra el número de machos presentes y llamando en las cercanías.

### Ciclo de vida

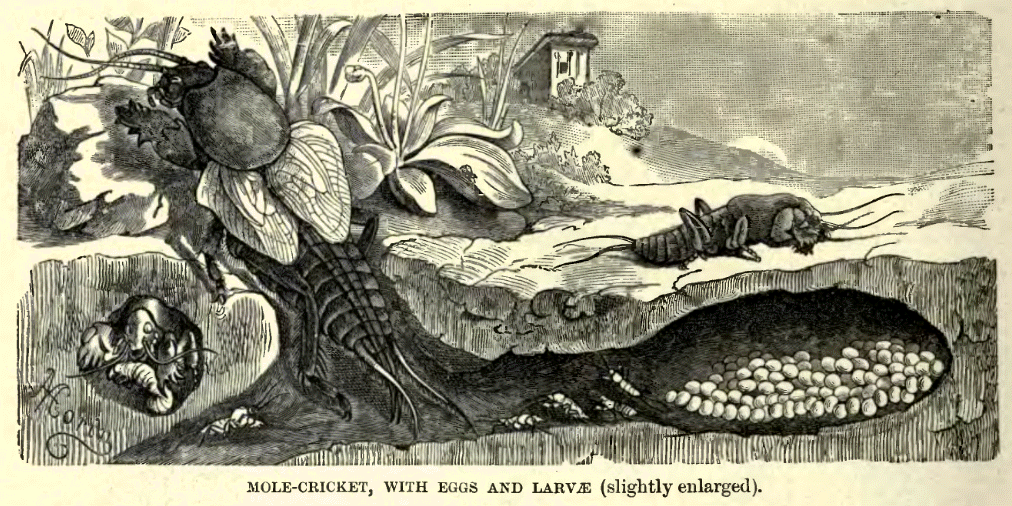
Ciclo de vida del grillo topo [europeo], de Richard Lydekker's Royal Natural History, 1879

Los grillos topo sufren una metamorfosis incompleta; cuando las ninfas eclosionan de los huevos, se parecen cada vez más a la forma adulta a medida que crecen y atraviesan una serie de hasta 10 mudas. Después del apareamiento, puede ocurrir un período de 1-2 semanas antes de que la hembra comience a poner huevos. Ella excava en el suelo a una profundidad de 30 cm (12 plg), (72 cm (28 plg) se ha visto en el laboratorio), y pone una puesta de 25 a 60 huevos. Las hembras Neoscapteriscus luego se retiran, sellando el pasaje de entrada, pero en las especies Gryllotalpa y Neocurtilla, se ha observado que la hembra permanece en una cámara contigua para cuidar la nidada. Pueden producirse más nidadas durante varios meses, según la especie. Los huevos deben depositarse en suelo húmedo y muchas ninfas mueren debido a la falta de humedad en el suelo. Los huevos eclosionan en unas pocas semanas y, a medida que crecen, las ninfas consumen una gran cantidad de material vegetal, ya sea bajo tierra o en la superficie.
Los adultos de algunas especies de grillos topo pueden desplazarse hasta 8 km (5 mi) durante la temporada de cría. Los grillos topo están activos la mayor parte del año, pero hibernan como ninfas o adultos en climas más fríos, reanudando su actividad en la primavera.

## Distribución
Tiene una distribución holártica y neártica. Muchas especies han invadido lugares lejos de su distribución original.
Los grillos topo son relativamente comunes, pero debido a que son nocturnos y pasan casi toda su vida bajo tierra en extensos sistemas de túneles, son raramente vistos. Habitan en campos agrícolas y zonas de hierba. Están presentes en todos los continentes excepto en la Antártida; en 2014 se habían descrito 107 especies y es probable que se descubran más especies, especialmente en Asia. Neoscapteriscus didactylus es una especie plaga, originaria de Sudamérica; se ha extendido a las Indias Occidentales y a Nueva Gales del Sur en Australia. Gryllotalpa africana es una plaga importante en Sudáfrica; otras especies de Gryllotalpa están ampliamente distribuidas en Europa, Asia y Australia. Son nativos de Gran Bretaña (al igual que de Europa Occidental), pero la antigua población de G. gryllotalpa puede estar ahora extinta en la Gran Bretaña continental, que sobreviven en las Islas del Canal.

### Los grillos topo invasores y su control biológico
Las especies invasoras son aquellas que causan daños en la zona que acaban de ocupar, donde se puede intentar el control biológico. La primera especie de grillo topo invasor detectada fue el Neoscapteriscus didactylus, una especie sudamericana de la que se informó como plaga en San Vicente, en las Indias Occidentales, ya en 1837; en 1900, era una importante plaga agrícola en Puerto Rico. Probablemente había expandido lentamente su área de distribución hacia el norte, isla por isla, desde Sudamérica. El único programa de control biológico contra N. didactylus fue en Puerto Rico, y logró establecer la avispa parasitoide Larra bicolor del Brasil amazónico. En 2001, N. didactylus en Puerto Rico parecía ser una plaga sólo en cultivos de regadío y césped. Se realizaron aplicaciones experimentales a pequeña escala del nematodo Steinernema scapterisci en césped de regadío, pero la supervivencia del nematodo fue escasa. Mucho más tarde, esta misma especie fue reportada como plaga en Queensland, Australia, presumiblemente llegando por barco o avión. La siguiente especie invasora detectada fue a finales del siglo XIX en Hawai, probablemente por barco. Fue nombrada como Gryllotalpa africana, pero mucho más tarde quizás como G. orientalis. No se identificó como Gryllotalpa krishnani hasta 2020. Atacó a la caña de azúcar y fue blanco de Larra polita de Filipinas en 1925, aparentemente con éxito.
La siguiente detección fue en Georgia, EE. UU., y en ese momento se asumió que era N. didactylus de las Indias Occidentales. Se trataba, de hecho, de tres especies sudamericanas de Neoscapteriscus, N. abbreviatus, N . vicinus y N. borellii, que probablemente habían llegado en el lastre de los barcos. Causaron grandes problemas durante décadas al extenderse por el sureste de EE. UU. Las poblaciones de grillos topo Scapteriscus se habían acumulado desde las primeras décadas del siglo XX y dañaban pastos, céspedes, campos de juego y cultivos de hortalizas. Desde finales de la década de 1940, el clordano había sido el insecticida preferido para controlarlos, pero cuando el clordano fue prohibido por la EPA estadounidense en la década de 1970, los ganaderos se quedaron sin un método de control económico y eficaz. Especialmente para ayudar a los ganaderos de Florida, se inició en 1978 un proyecto que se conoció como el Programa de Investigación de Grillos Topo de la UF/IFAS. En 1985, se publicó un informe de múltiples autores sobre los logros. En 1988, se publicó un informe sobre las perspectivas de control biológico, y en 1996 un relato de resultados prometedores con el control biológico. El programa finalizó en 2004 tras 25 años de funcionamiento de las estaciones de control, y en 2006 una publicación resumida anunció el éxito: una reducción del 95% en el número de grillos topo en el norte de Florida, con agentes de control biológico que se extendían potencialmente a todas las partes de Florida. Los esfuerzos para utilizar Larra bicolor como agente de control biológico en Florida comenzaron con la importación de una población de Puerto Rico. Se estableció en una pequeña zona del sureste de Florida, pero tuvo poco efecto sobre las poblaciones de Neoscapteriscus. Una población procedente de Bolivia se estableció en el norte de Florida y se extendió ampliamente (con algo de ayuda) a la mayor parte del resto del estado y estados vecinos. Su supervivencia depende de la disponibilidad de fuentes de néctar adecuadas.
Una vez que se descubrió que las hembras grávidas de las moscas Ormia depleta eran atraídas por el canto de los machos de Neoscapteriscus en Sudamérica, se abrió una vía para atrapar estas moscas con cantos sintéticos de grillos topo. La experimentación condujo entonces a un método de cría. La laboriosa cría de más de 10.000 moscas en hospedadores de grillos topo permitió la liberación de pupas de mosca vivas en muchos lugares de Florida, desde el extremo noroeste hasta el extremo sur, principalmente en campos de golf, y sobre todo en 1989-1991. Las poblaciones se establecieron, empezaron a extenderse y fueron controladas mediante el uso de un canto sintético de grillo topo. Finalmente, se descubrió que las moscas tenían una población continua desde aproximadamente 29°N y luego hacia el sur hasta Miami, pero las moscas no lograron sobrevivir el invierno al norte de aproximadamente 29°N. El envío y la liberación de las moscas a los estados al norte de Florida fue, por tanto, un esfuerzo inútil. Como las moscas habían sido importadas desde 23°S en Brasil y no podían pasar el invierno al norte de 29°N, en 1999 se investigó si las moscas de 30°S en Brasil podrían sobrevivir mejor en el norte de Florida, pero no lo hicieron.
El tercer agente de control biológico dirigido a Neoscapteriscus en Florida fue el nematodo sudamericano Steinernema scapterisci. Las liberaciones a pequeña escala demostraron que podía persistir durante años en suelos arenosos de Florida infestados de grillos topo. Su uso como biopesticida contra el Neoscapteriscus fue patentado, lo que lo hizo atractivo para la industria. La producción a escala industrial con dietas artificiales permitió aplicaciones de prueba a gran escala en pastos y en campos de golf, que logró establecer poblaciones en varios condados, y estas poblaciones se extendieron, pero las ventas fueron decepcionantes, y el producto fue retirado del mercado en 2014. Aunque se realizó una aplicación experimental en los estados al norte de Florida, solo en el sur de Georgia se verificó el establecimiento del nematodo, lo que sugiere un escaso interés en los demás estados.

### Como plagas

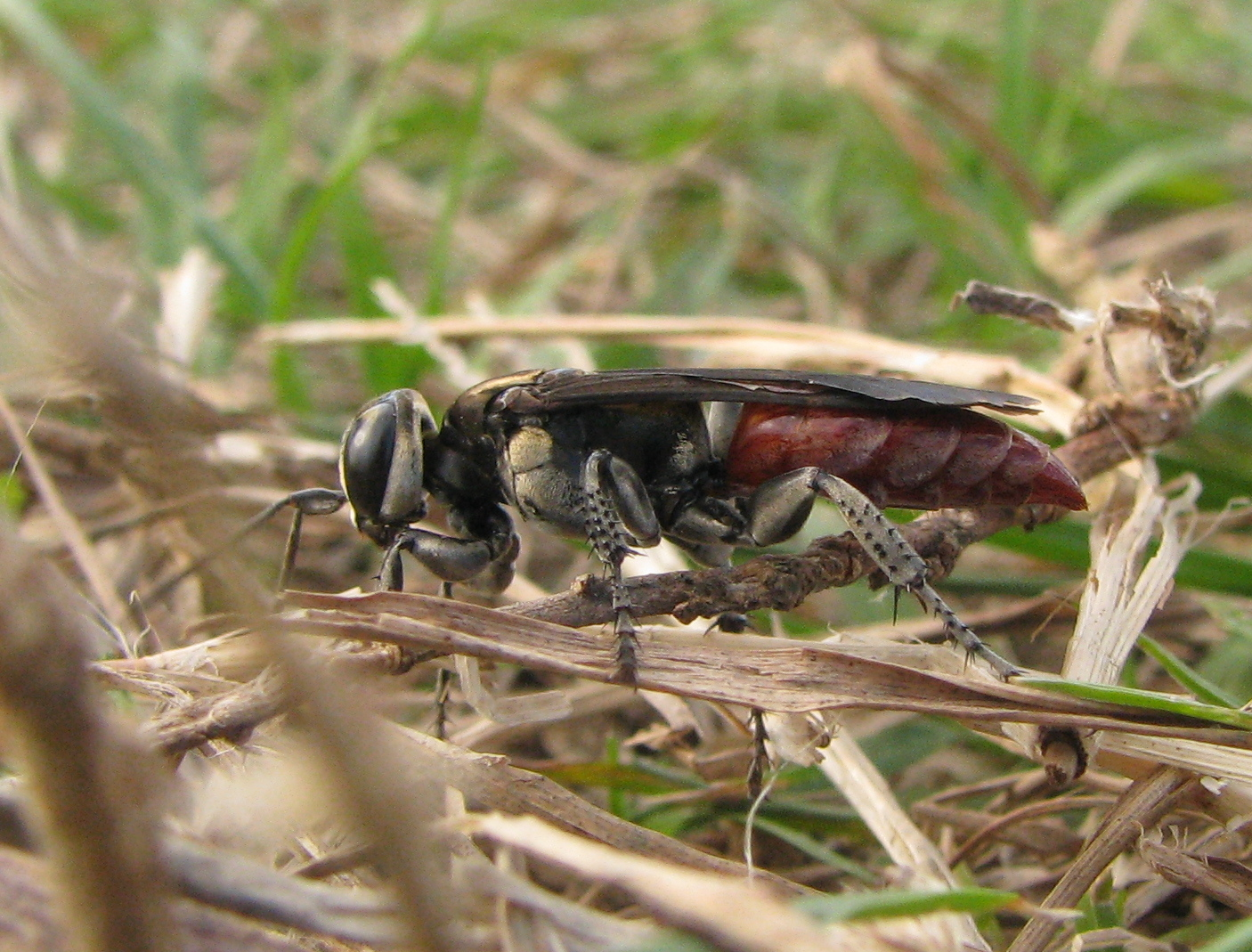
La avispa parasitoide Larra bicolor fue introducida en Florida para ayudar a controlar los grillos topo allí.

El principal daño que causan los grillos topo es el resultado de sus actividades de excavación. A medida que hacen túneles a través de los pocos centímetros superiores del suelo, empujan el suelo hacia arriba en pequeñas crestas, aumentando la evaporación de la humedad de la superficie, perturbando las semillas en germinación y dañando las delicadas raíces jóvenes de las plántulas. También son perjudiciales para el césped y los pastos, ya que se alimentan de sus raíces, dejando las plantas propensas a la desecación y al daño por el uso.
En sus tierras nativas, los grillos topo tienen enemigos naturales que los mantienen bajo control. Este no es el caso cuando se han introducido accidentalmente en otras partes del mundo. En Florida, desde la década de 1940 hasta la de 1980, se consideraron plagas y se describieron como "un grave problema". Desde entonces, la densidad de su población ha disminuido considerablemente. Un informe de entomología de la Universidad de Florida sugiere que los grillos topo Neoscapteriscus sudamericanos pueden haber entrado en los Estados Unidos en Brunswick, Georgia, en lastres de barco desde el sur de Sudamérica alrededor de 1899, pero en ese momento se creía erróneamente que procedían de las Indias Occidentales. Un posible remedio fue el control biológico utilizando las avispas parasitoides Larra bicolor. Otro remedio que se ha aplicado con éxito es el uso del nematodo parásito Steinernema scapterisci. Cuando se aplica en franjas a través de los pastizales, se extiende por todo el pasto (y potencialmente más allá) en unos pocos meses y no sólo controla los grillos topo, sino que también permanece infeccioso en el suelo para los próximos años.

## Lista de subfamilias, tribus y géneros
- Gryllotalpinae Leach 1815
  - Gryllotalpa Latreille, 1802
  - Gryllotalpella Rehn, 1917
- Scapteriscinae Zeuner 1939
  - Indioscaptor Neave 1934
  - Scapteriscus Scudder 1868
  - Neoscapteriscus
- Marchandiinae Gorochov 2010